# Arenaerpeton
Arenaerpeton — викопний рід земноводних ряду темноспондилів родини Chigutisauridae. Описаний у 2023 році.

## Скам'янілості
Рештки амфібії виявлені у кар'єрі Кінкумбер на центральному узбережжі Нового Південного Уельсу, приблизно за 90 км на північ від Сіднея (Австралія). Скам'янілість збереглася в пісковику з Терригальної формації нижнього–середнього тріасу Сіднейського басейну. Зразок містить зчленований, майже повний скелет, представлений у вентральному аспекті, а також контури м'яких тканин.

## Етимологія
Назва роду Arenaerpeton є комбінацією латинського arena, що означає «пісок», що належить до матриці пісковику, в якій зберігається скам'янілість, і «erpeton», що означає «плазун», що зазвичай використовується для викопних амфібій і рептилії. Назва виду supinatus з латинської означає «на спині», що стосується голотипного зразка, який зберігся у вентральному положенні.